# Iboguhé
Iboguhé  è una città e sottoprefettura della Costa d'Avorio appartenente al dipartimento di Issia. Conta una popolazione di 41 768 abitanti (censimento 2014).